# Центральний музей залізничного транспорту Російської Федерації
Центральний музей залізничного транспорту Російської Федерації (ЦМЗТ РФ) — технічний музей у Санкт-Петербурзі, присвячений залізницям, рухомому складу і всьому, що з цим пов'язано. Заснований в 1813 році.